# Veillées d'armes : histoire du journalisme en temps de guerre
Pour plus de détails, voir Fiche technique et Distribution.
Veillées d'armes : histoire du journalisme en temps de guerre est un documentaire français réalisé par Marcel Ophuls, sorti en 1994.

## Synopsis
Le réalisateur et son équipe partent à Sarajevo, en plein siège de la ville. Au travers d'images d'archives et d'entretiens avec des personnalités de l'époque, le film s'interroge sur les rapports entre le journalisme et la guerre.

« « La première victime en temps de guerre, c'est la vérité… » C'est cette phrase en exergue du livre de Phillip Knightley (en) The First Casualty, qui m'a donné l'envie de faire un film sur les reporters… »

— Marcel Ophuls

## Fiche technique
Source principale : Internet Movie Database
- Titre : Veillées d'armes : histoire du journalisme en temps de guerre
- Scénario et réalisation : Marcel Ophuls
- Assistants réalisateurs : Laurent Cantet, Dominik Moll
- Photographie : Pierre Boffety, Pierre Milon
- Montage : Sophie Brunet
- Son : Michel Fauré
- Production : Frédéric Bourboulon, Bertrand Tavernier, Marcel Ophüls
- Société de production : Little Bear
- Société de distribution : Bac Films
- Pays d'origine :  France
- Genre : documentaire
- Format : couleur - 16/9
- Durée : 230 minutes
- Dates de sortie :
  -  Suisse : août 1994  (Festival du film de Locarno, première)
  -  États-Unis : 6 octobre 1994 (Festival du film de New York)
  -  France : 23 novembre 1994

## Distribution
De nombreuses personnalités de la politique et des médias sont montrées ou interviewées, dont : Paul Amar, Hervé Chabalier, Patrick Chauvel, Michèle Cotta, Gérard de Villiers, Romain Goupil, Patrick Poivre d'Arvor, Alain Finkielkraut, Bernard Kouchner, Bernard-Henri Lévy, Philippe Noiret, Christine Ockrent et Simone Veil.

## Distinctions

### Nomination
- César 1995 : César du meilleur film documentaire